# Coimbra
Coimbra er en portugisisk universitetsby mellem Porto og Lissabon. Kommunen har et indbyggertal på 148.474 og mere end 430.000 bor i hele byområdet. som dækker 3370 km².
Fra 1139 til 1260 var Coimbra hovedstad i Portugal.
Coimbras kendte universitet, der blev grundlagt i 1290, er ét af de ældste i Europa.

## Ekstern henvisning
- Wikimedia Commons har flere filer relateret til Coimbra
- Coimbra – byen og universitetet

1. ↑  National Institute of Statistics, hentet 19. september 2022 (fra Wikidata).